# U-125 (航空機)
U-125
離陸上昇するU-125A
- 用途：飛行点検機、救難捜索機
- 製造者：ホーカー・ビーチクラフト
- 運用者： 日本（航空自衛隊）
- 運用状況：現役

U-125は、航空自衛隊が運用している双発ジェット機の名称。U-125が飛行点検機、U-125Aが救難捜索機として運用されている。

## 母機について
機体原型は英国デ・ハビランドが開発したビジネスジェット機DH.125である。この機体は、後にホーカー・シドレーのHS.125、BAeのBAe 125やレイセオン社を経て、現在はホーカー・ビーチクラフト社がホーカー 800として製造している。1962年（昭和37年）初飛行ながらも改良が加えられ、40年以上も生産が続けられているベストセラー機である。航空自衛隊が採用した当時はBAeが生産しており、機体のベースはBAe125-800型である。

## U-125

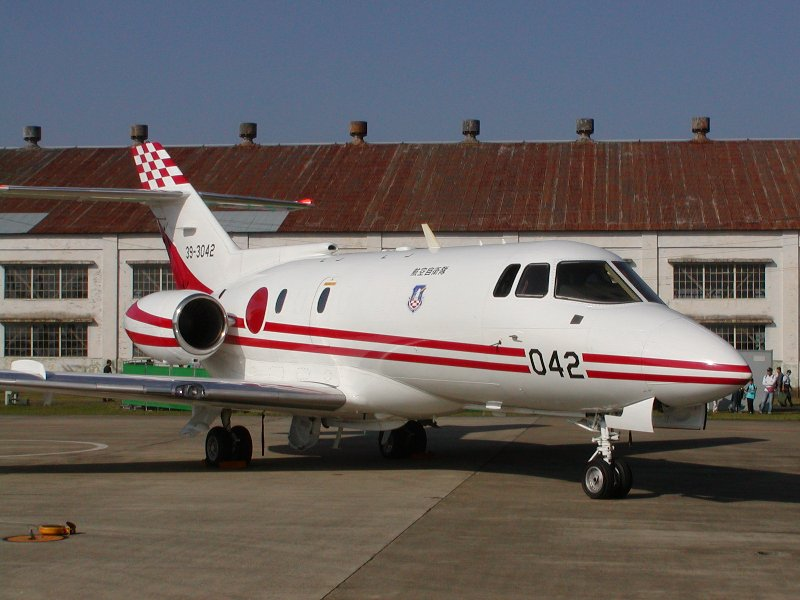
飛行点検隊のU-125（#042号機）

航空自衛隊が運用している飛行点検機（航法施設検査機）である。航空航法設備などの動作点検を行うことを目的としており、自動飛行点検装置を搭載している。入間基地の飛行点検隊に配備されており、飛行点検隊の他機と同様に白と赤を基調とした塗装がなされている。
それまでのMU-2Jに代わって、1990年（平成2年）度より3機が調達された。MU-2より高空域における飛行点検が可能となっている。
2016年（平成28年）4月6日、鹿屋航空基地で電波航法設備の点検に当たっていた1機（49-3043号機）が、基地北側の高隈山地付近で行方不明となった。御岳中腹に墜落した残骸が翌7日早朝に発見され、8日までに乗員6名（操縦士・検査員・整備員各2名）全員の死亡が確認された。7月29日、航空自衛隊は、事故原因がパイロットエラーおよび悪天候による複合的なものだったと発表した。

損耗機の代替はサイテーション680Aが選定された。

## U-125A
航空自衛隊が運用している救難捜索機である。それまでのMU-2Sに代わって、1994年（平成6年）から全国の航空救難団救難隊への配備が進んでいる。
日本独自の救難思想に基づいて、国内で救難具設置などの内装工事を行った。救助機材投下のため左降着装置収納庫内に保命用援助物資の投下装置（この為、物資投下時は降着装置を出す）、左側後部胴体（降着装置収納庫後部）に救難用火工品（水陸両用の発炎筒）の投下口を設けている。他にも機体側面に大型捜索窓、胴体下面に捜索用レーダーアンテナ、機首下部に収納式の赤外線暗視装置（TIE）を搭載している。
アビオニクスには自動操縦装置、飛行管理装置（FMS）、慣性航法装置（IRS）、GPSなどを採用し精密な航法能力を持つ。特にFMSには空自仕様として、捜索パターン作成およびレーダー、TIEで捉えた目標の精密な位置取り込み機能が追加されており、精密な捜索が実施可能となった。
U-125との外見上の違いとして、胴体下面の膨らみや要救助者発見のために機体下部までくり抜かれた両脇の大型窓、操縦席前方窓のワイパー（海上低高度での塩分付着除去用）等が挙げられる。また、スラストリバーサーも設置されている。
戦闘捜索救難を想定しており、視認性が低い青色塗装が施されているのが特徴である。航空救難活動に当たっては、UH-60Jヘリコプターとユニットを形成して行動する。
MU-2と比較すると、行動半径が大幅に改善され、優速を利用しての迅速な現場への進出が可能となった。また、レーダーやTIEによる夜間捜索能力も飛躍的に向上した。これらにより洋上部での捜索能力は向上したが、一方で山岳部での捜索は低速性能の限界から旋回半径が大きくなり不利とされる。余剰推力が大きく翼面荷重も大きいため、乱気流にはある程度強いとされる。
捜索救難はヘリコプター単独でも可能なため、防衛省では予算の効率化を図るため、将来的にU-125Aを廃止しヘリコプターに一本化する予定である。2022年（令和4年）12月16日に政府が閣議決定した防衛力整備計画でU-125Aの用途廃止を進めることが明記された。

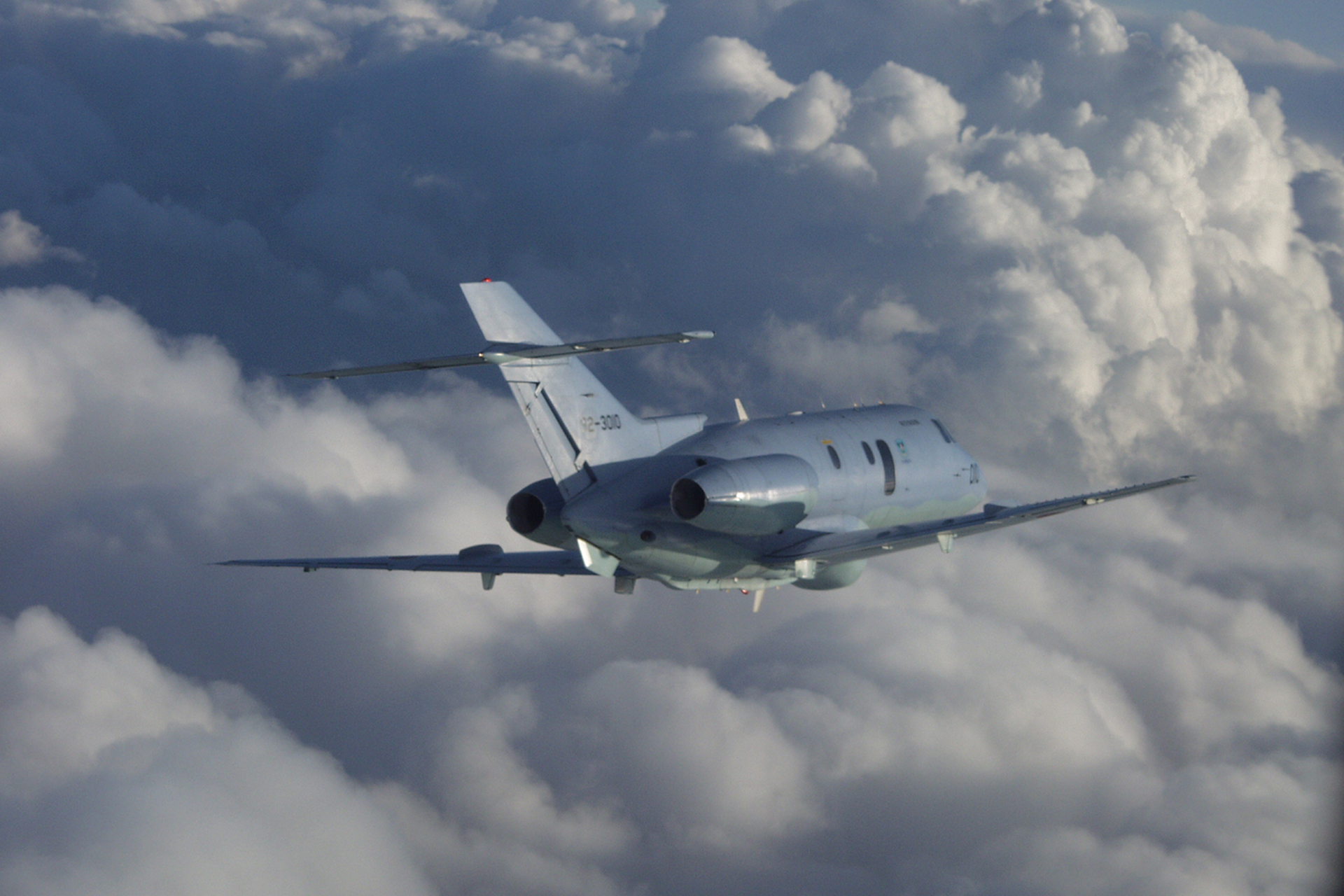
機体後部
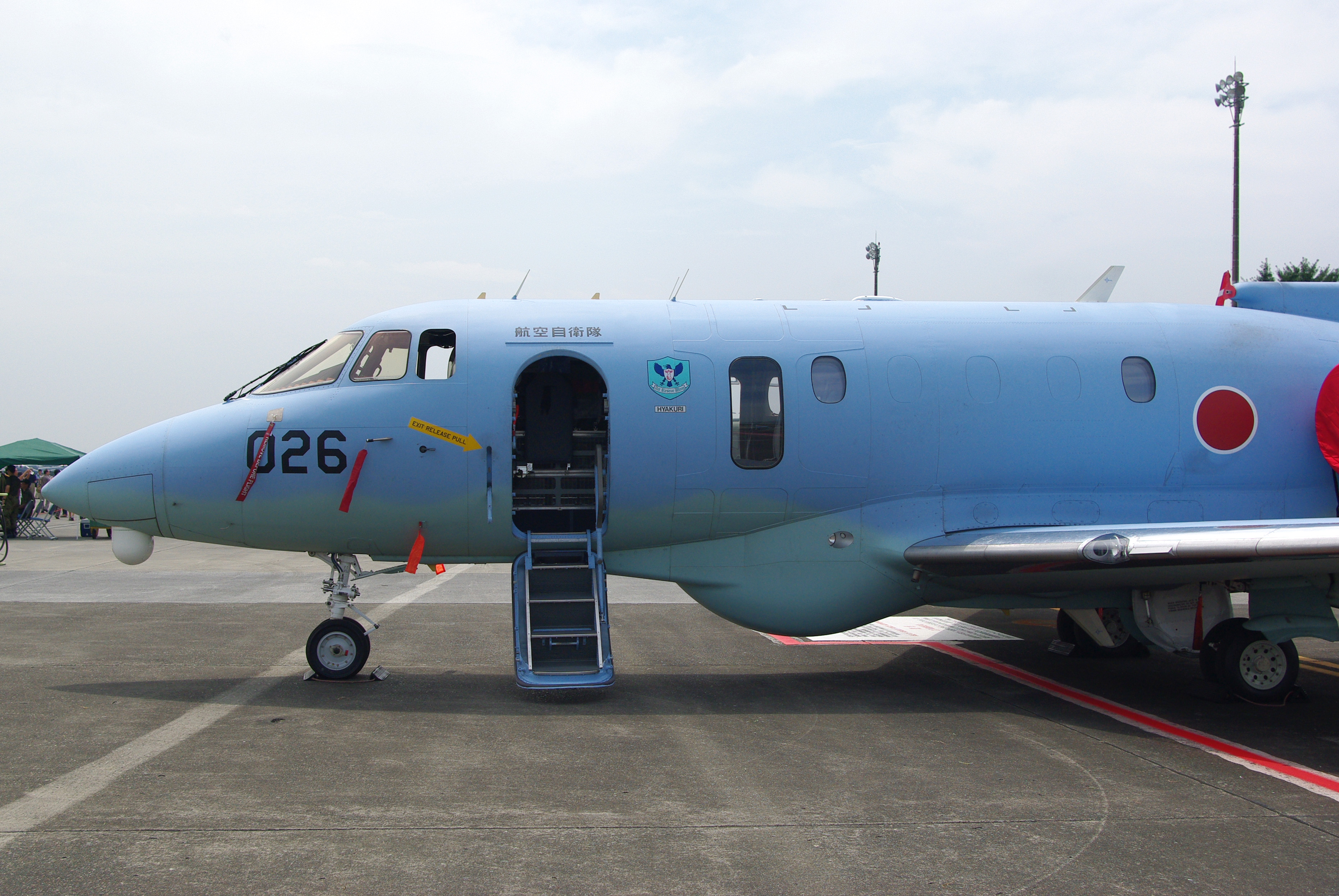
エアステア
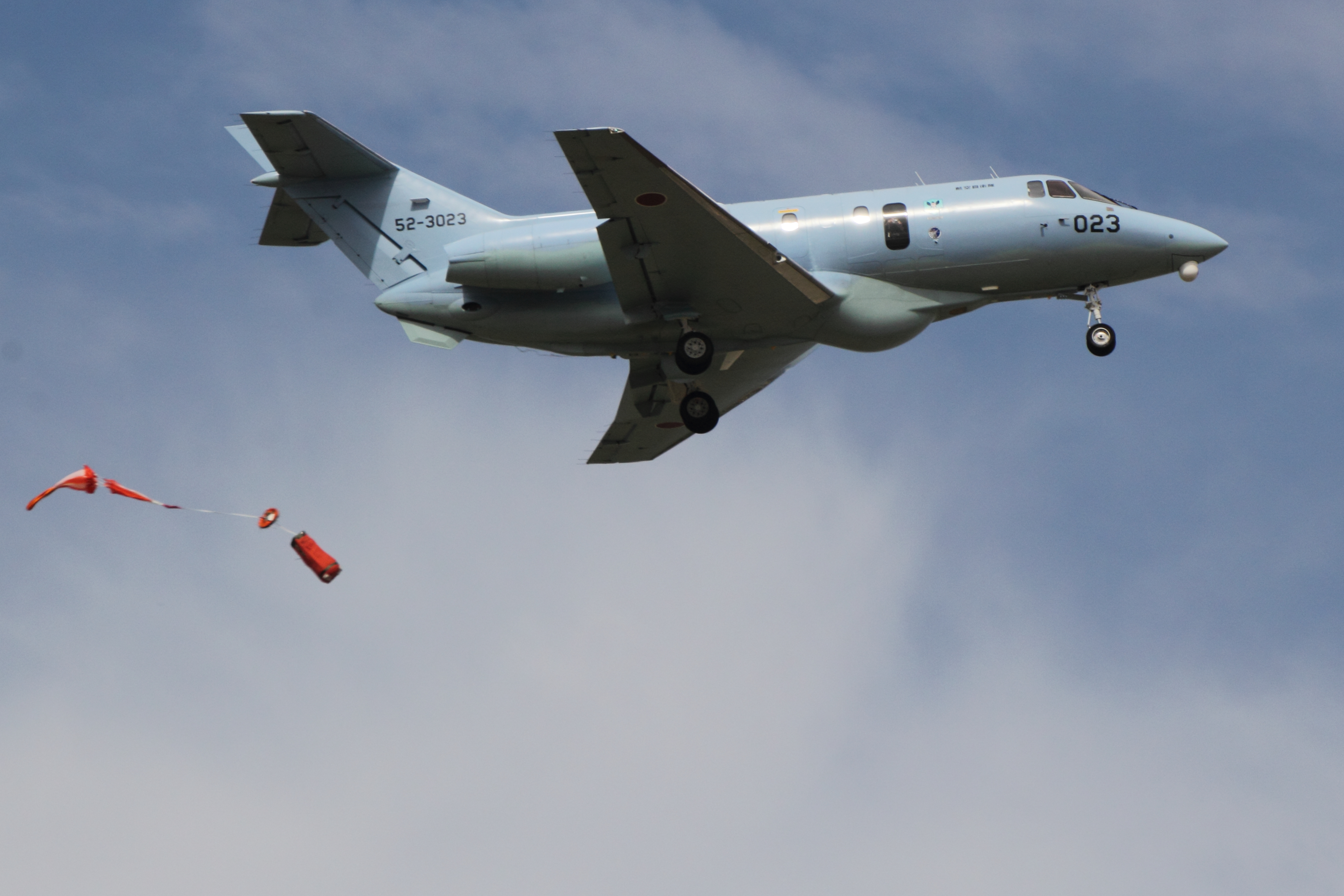
小松基地航空祭にて救難物資投下
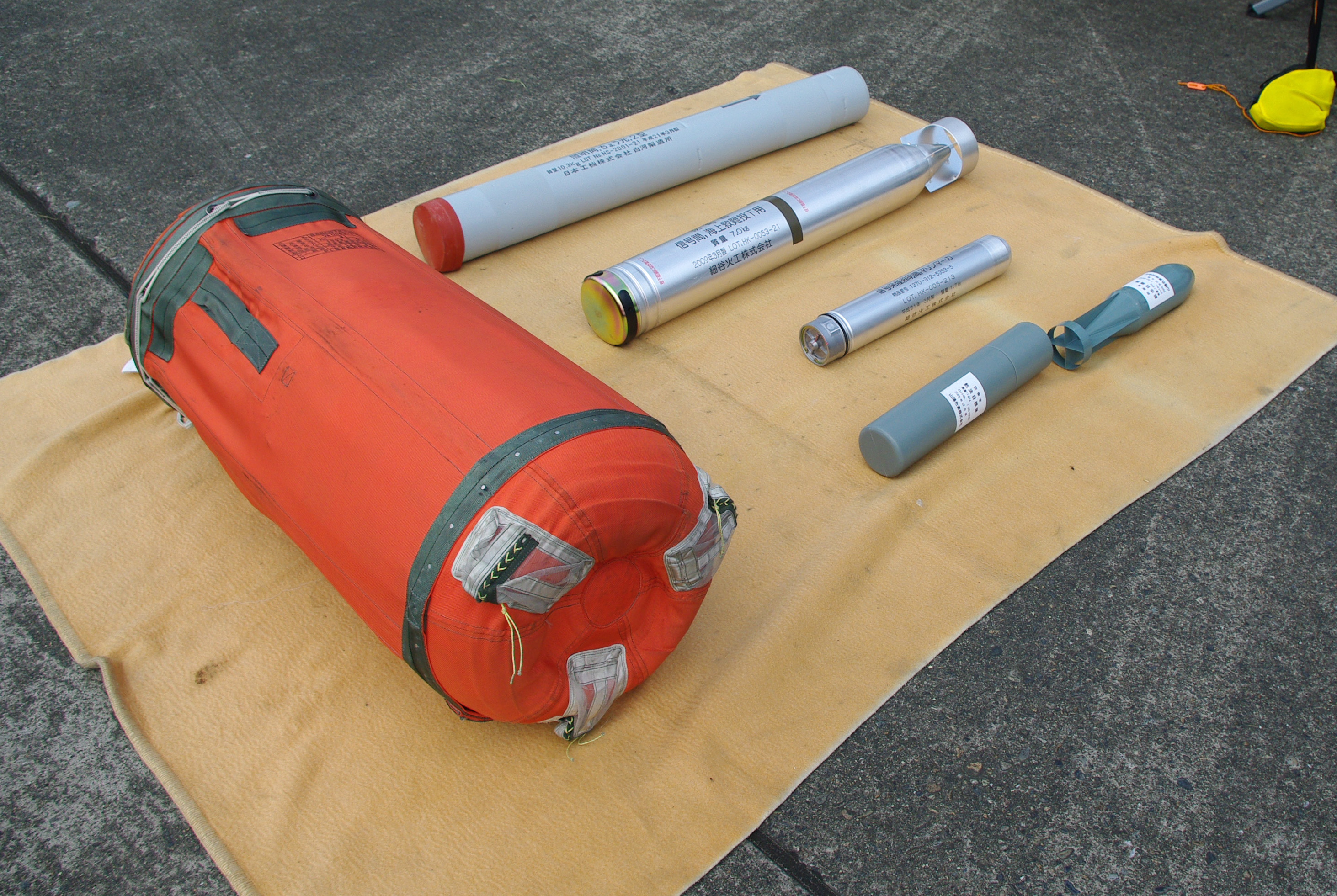
搭載する投下機材
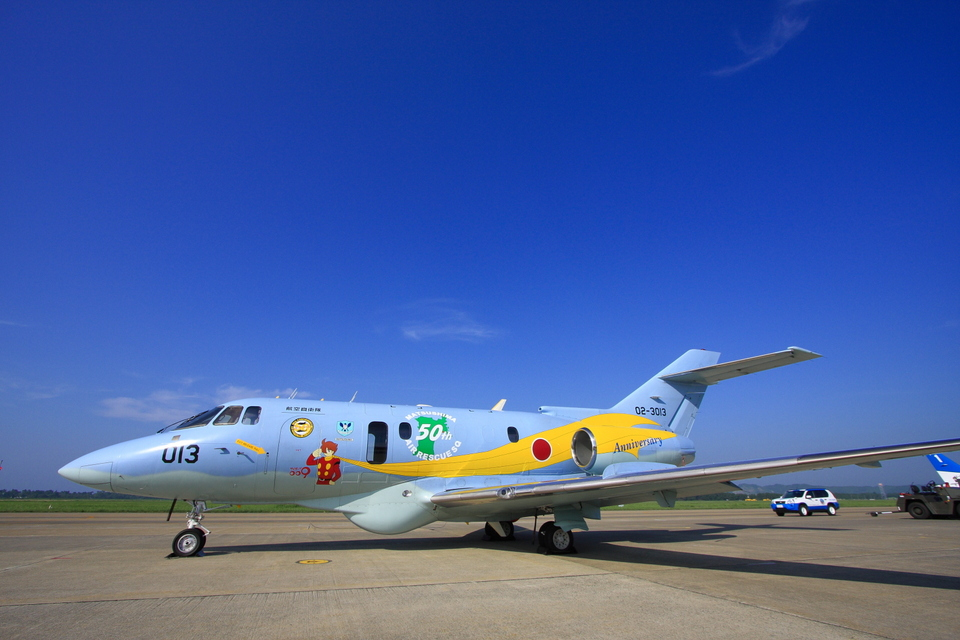
松島救難隊創設50周年記念塗装機
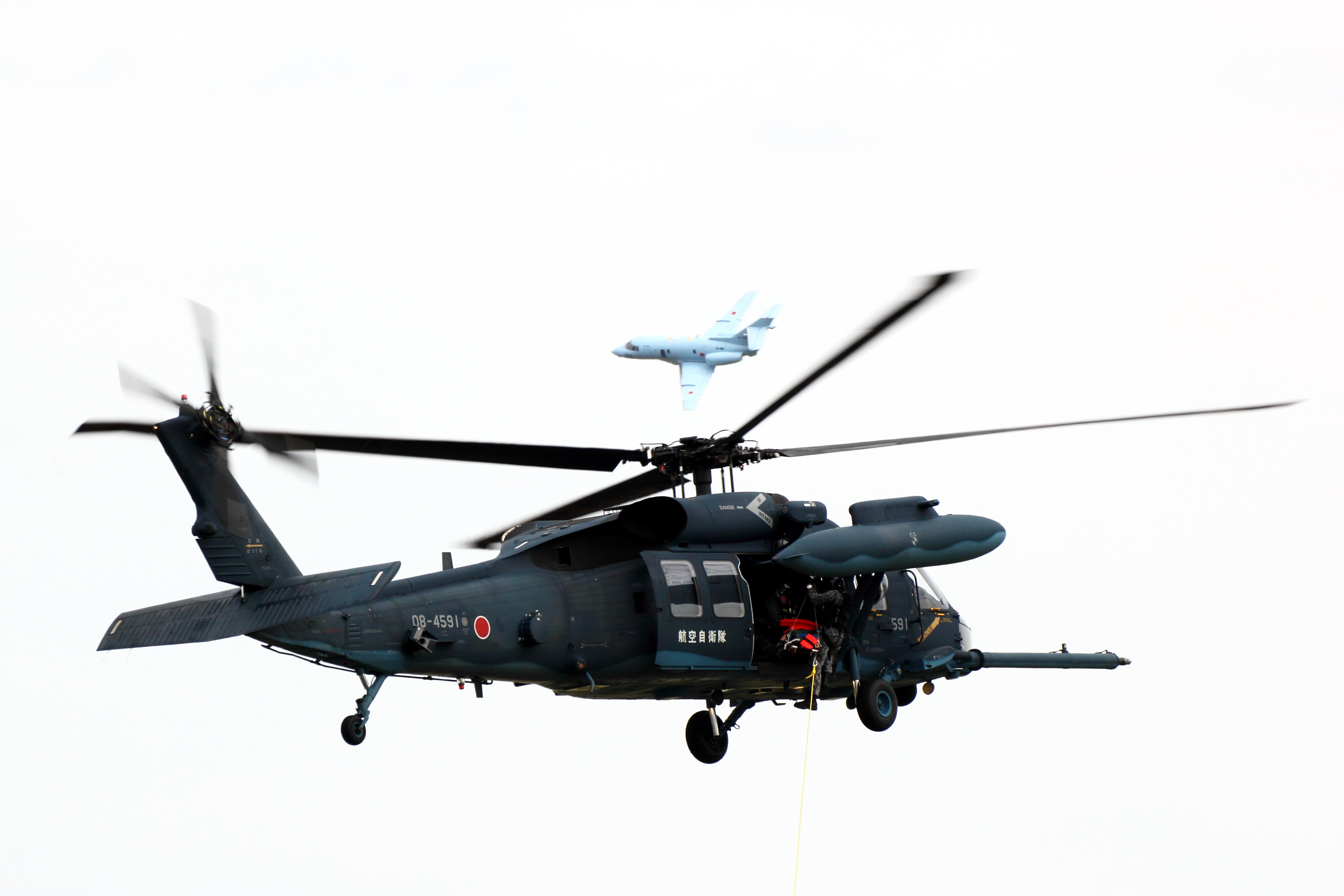
UH-60Jのリフトアップ作業を見守るU-125A（2015年小松基地航空祭）

## スペック
- 全幅：15.66m
- 全高： 5.37m
- 全長：15.59m
- 重量 : 7,350kg
- 最高速度：980km/h=M0.80
- 航続距離 : 4,890km
- 実用上昇限度：43,000ft
- 最大離陸重量：12,750kg
- 製造：ホーカー・ビーチクラフト
- 乗員：7名

## 配備部隊

### U-125
【コールサイン：TRIER】
- 飛行点検隊（入間基地）

### U-125A
【コールサイン：RIZIN】
- 千歳救難隊（千歳基地）
- 松島救難隊（松島基地）
- 秋田救難隊（秋田分屯基地）
- 百里救難隊（百里基地）
- 新潟救難隊（新潟分屯基地）
- 小松救難隊（小松基地）
- 浜松救難隊 (浜松基地)
- 救難教育隊（小牧基地）
- 芦屋救難隊（芦屋基地）
- 新田原救難隊（新田原基地）
- 那覇救難隊（那覇基地）

## 登場作品

### 映画・テレビドラマ
『空飛ぶ広報室』
第7話にて、山岳救助事案に百里救難隊のU-125Aが登場。
『空へ-救いの翼 RESCUE WINGS-』

### アニメ
『よみがえる空 -RESCUE WINGS-』
小松救難隊のU-125Aが登場。

### 小説
『首相専用機を追え』
首相専用機として登場。